# Melissodes moorei
Melissodes moorei är en biart som beskrevs av Cockerell 1926. Melissodes moorei ingår i släktet Melissodes och familjen långtungebin. Inga underarter finns listade i Catalogue of Life.